# Eimeriose
A eimeriose ou coccidiose é uma doença comum em galinhas, causada por um protozoário do gênero Eimeria, que afeta animais de qualquer idade, apresentando maior incidência em animais jovens.
Quadro clínico: asas caídas, anorexia, penas quebradas, debilidade, anemia e diarreia sanguinolenta. É uma infecção de criação confinada e de animais jovens.
Comum também em ovinos e caprinos jovens, causando atraso no desenvolvimento, podendo ocorrer ainda mortes em larga escala em rebanho principalmente confinado. Neste caso, evitar convivência entre aves e mamíferos de criação. O tratamento é simples, envolvendo o uso de sulfa, o que não onera em muito o criatório.
Existem nove espécies de eimerose, que se diferenciam pela região em que se localizam no intestino. Sendo elas:
| Espécie            | Ataca                                        |
| ------------------ | -------------------------------------------- |
| Eimeria tenella    | ceco                                         |
| Eimeria necatrix   | intestino delgado                            |
| Eimeria acervulina | duodeno                                      |
| Eimeria maxima     | intestino delgado                            |
| Eimeria brunetti   | intestino delgado, intestino grosso e cloaca |
| Eimeria mitis      | duodeno                                      |
| Eimeria praeco     | duodeno                                      |
| Eimeria hagani     | duodeno                                      |
| Eimeria mivati     | duodeno                                      |